# Whitlocks Mill Light Station
Der Leuchtturm von Whitlock's Mill wurde 1909 als letzter und nördlichster im Bundesstaat Maine errichtet. In den USA finden sich nur an den Großen Seen und in Alaska nördlicher gelegene Leuchttürme.
Whitlock's Mill Lighthouse ersetzte ein 1892 errichtetes Leuchtfeuer, bei welchem eine rote Laterne an einem Pfahl aufgehängt wurde. Der konische Ziegelturm über einer zylindrischen Basis aus Granit erhebt sich am Südufer des St. Croix River. Er lenkte den Verkehr zwischen Eastport und Calais mit Hilfe eines blinkenden grünen Lichts 32 ft. (10 m) über dem Wasserspiegel. 
Obwohl die Anlage ein zweistöckiges Wärterhaus, einen pyramidenförmigen Glockenturm und einen Ölspeicher umfasst, war sie nur saisonal in Betrieb, da der Fluss im Winter wegen Eisgangs nicht schiffbar ist. In den 1970er Jahren wurde der Leuchtturm von der Regierung zur überflüssigen Liegenschaft erklärt und geschlossen. Die Stadt Calais schlug das ihr zustehende Vorkaufsrecht aus und somit ging das Objekt in Privatbesitz über. Der Parkplatz St. Croix View am U.S. Highway 1 bietet einen schönen Blick auf die Anlage 3,5 Meilen (5,3 km) südlich der Innenstadt von Calais. Der Leuchtturm befindet sich 0,2 Meilen (ca. 325 m) westlich.
Am 21. Januar 1988 wurde Whitlocks Mill Light Station in das National Register of Historic Places aufgenommen.

## Weblink
- Whitlock’s Mill Light beim National Park Service (englisch)